# Kraanopname
Een kraan-, kraanvogelopname of -shot (Engels: crane shot) is een filmopnametechniek waarbij de camera is bevestigd aan een beweegbare camerakraan, ook wel een 'giek' of 'jib' genoemd. Met deze opnametechniek kan de camera omhoog en naar beneden en van links naar rechts bewegen.
Voor het maken van een kraanshot zijn twee operateurs nodig. Een bedient de kraan ter plaatse of op afstand met een afstandsbediening en de ander bedient de camera.